# No Brain, No Gain
No Brain, No Gain is de zevende aflevering van het derde seizoen van de televisieserie ER, die voor het eerst werd uitgezonden op 14 november 1996.

## Verhaal
Tot schok van dr. Greene maakt Dr. Lewis bekend dat zij het ziekenhuis verlaat om naar Phoenix te verhuizen, om bij haar nichtje te zijn. 
Dr. Benton voelt zich schuldig over zijn handelen dat bijna het leven kostte van een patiëntje, dat hij een door dr. Ross dood verklaarde patiënt weer tot leven wekt. Dit tot woede van dr. Ross en later beseft hij dat de patiënt hersendood is en blijft. 
Hathaway is geschokt als verpleegster Sterling weer op de SEH komt werken. Zij is er helemaal klaar mee als Sterling een grote en onvergeeflijke fout maakt. Later komt Hathaway erachter dat Sterling bewust gestuurd is door de directie om haar te kunnen ontslaan, dit omdat zij bijna aan de pensioenleeftijd zit. 
Dr. Carter maakt zich zorgen om een patiënt die bijna geopereerd wordt, hij denkt dat de patiënt geen operatie wil. Hij bespreekt dit met Dr. Edson en komt erachter dat hij geen boodschap heeft aan wat de patiënt wil. Ondertussen krijgen hij en dr. Keaton romantische gevoelens naar elkaar. 

## Rolverdeling

### Hoofdrol
- Anthony Edwards - Dr. Mark Greene
- George Clooney - Dr. Doug Ross
- Sherry Stringfield - Dr. Susan Lewis
- Noah Wyle - Dr. John Carter
- Eriq La Salle - Dr. Peter Benton
- Omar Epps - Dr. Dennis Gant
- Jorja Fox - Dr. Maggie Doyle
- Glenne Headly - Dr. Abby Keaton
- John Aylward - Dr. Donald Anspaugh
- Matthew Glave - Dr. Dale Edson
- Dwier Brown - Dr. David Herlihy
- William H. Macy - Dr. David Morgenstern
- Don Perry - Dr. Stan Breedlove
- Julianna Margulies - verpleegster Carol Hathaway
- Jenny O'Hara - verpleegster Rhonda Sterling
- Ellen Crawford - verpleegster Lydia Wright
- Yvette Freeman - verpleegster Haleh Adams
- Vanessa Marquez - verpleegster Wendy Goldman
- Laura Cerón - verpleegster Chuny Marquez
- Bellina Logan - verpleegster Kit
- Deezer D - verpleger Malik McGrath
- Lucy Rodriguez - verpleegster Bjerke
- Dinah Lenney - verpleegster Shirley
- Abraham Benrubi - Jerry Markovic
- Charles Noland - E-ray
- Montae Russell - ambulancemedewerker Dwight Zadro
- Emily Wagner - ambulancemedewerker Doris Pickman

### Gastrol
- Cecil Hoffman - Gail Herlihy
- William Sanderson - Mr. Percy
- Sab Shimono - Dr. Okida
- Kathleen Freeman - patiënte van Rhonda Sterling
- Joan McMurtrey - vogelaar
- Tom Towles - vader van tiener
- Te-See Bender - Mrs. Urbanski
- Bob Clendenin - anesthesioloog
- Wanda-Lee Evans - Mrs. Dorsett

en vele andere